# Моншау (замок)
Моншау (нем. Burg Monschau) — средневековый замок на холме над городком Моншау над излучиной реки Рур в южной части региона Аахен в земле Северный Рейн-Вестфалия, Германия. В настоящее время в замке размещается молодежный хостел, а летом он используется как место проведения концертов и оперных фестивалей под открытым небом.

## История

### Ранний период
Под названием «castrum in Munjoje» замок на холме впервые зафиксирован в документе 1217 года кёльнского архиепископа Энгельберта I. Изначально укрепления входили в состав герцогства Лимбург. 
Замок превратился в серьёзную крепость в середине XIV века, когда входил в состав владений  графов фон Юлих. Под властью новых владельцев замок Моншау расширили и обнесли кольцом мощных каменных стен и башен. Примерно в это же время одноимённому поселению у подножия замка были дарованы права города. 
В 1543 году войска императора Карла V осадили крепость. С помощью осадной артиллерии укрепления были разрушены. Имперские войска захватили и разграбили крепость вместе с городом Моншау. C тех пор замок пришёл в упадок.
В 1596 году в бывшей крепости устроили лепрозорий. Здесь стали селиться прокажённые со всей округи.

### С XIX века по настоящее время

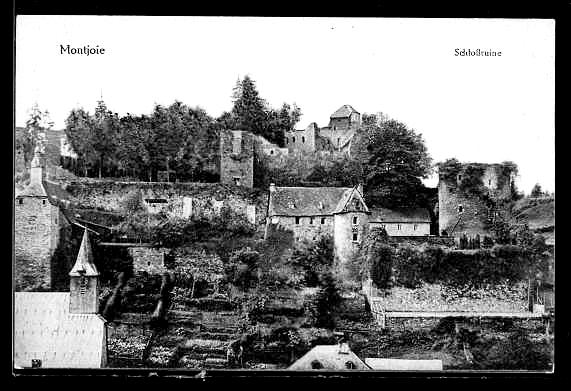
Замок на открытке 1900 года

В начале XIX века в эпоху Наполеоновских войн французская администрация объявила замок государственной собственностью. Комплекс был выставлен на аукцион и продан частным лицам. Фактически он стал использоваться как склад стройматериалов. В 1836-1837 годах были сняты сохранившиеся крыши (это позволяло освободить строения от налогов на недвижимость). В результате замок стал быстро разрушаться. К началу XX века от прежней мощной крепости остались только руины. 
По инициативе правительства Рейнской провинции был проведён ремонт укреплений и зданий замка Моншау. После Первой мировой войны в западном крыле бывшей графской резиденции открыли молодёжный хостел. С той поры замок Моншау использовался как место проживания и обучения немецкой молодёжи. 
С XVII века в скальном образовании под замком начали добывать сланец. Эти работы продолжались до начала XX века. В результате под крепостью образовались обширные подземные галереи. Во время Второй мировой войны они служили бомбоубежищами для жителей Моншау. 

## Галерея

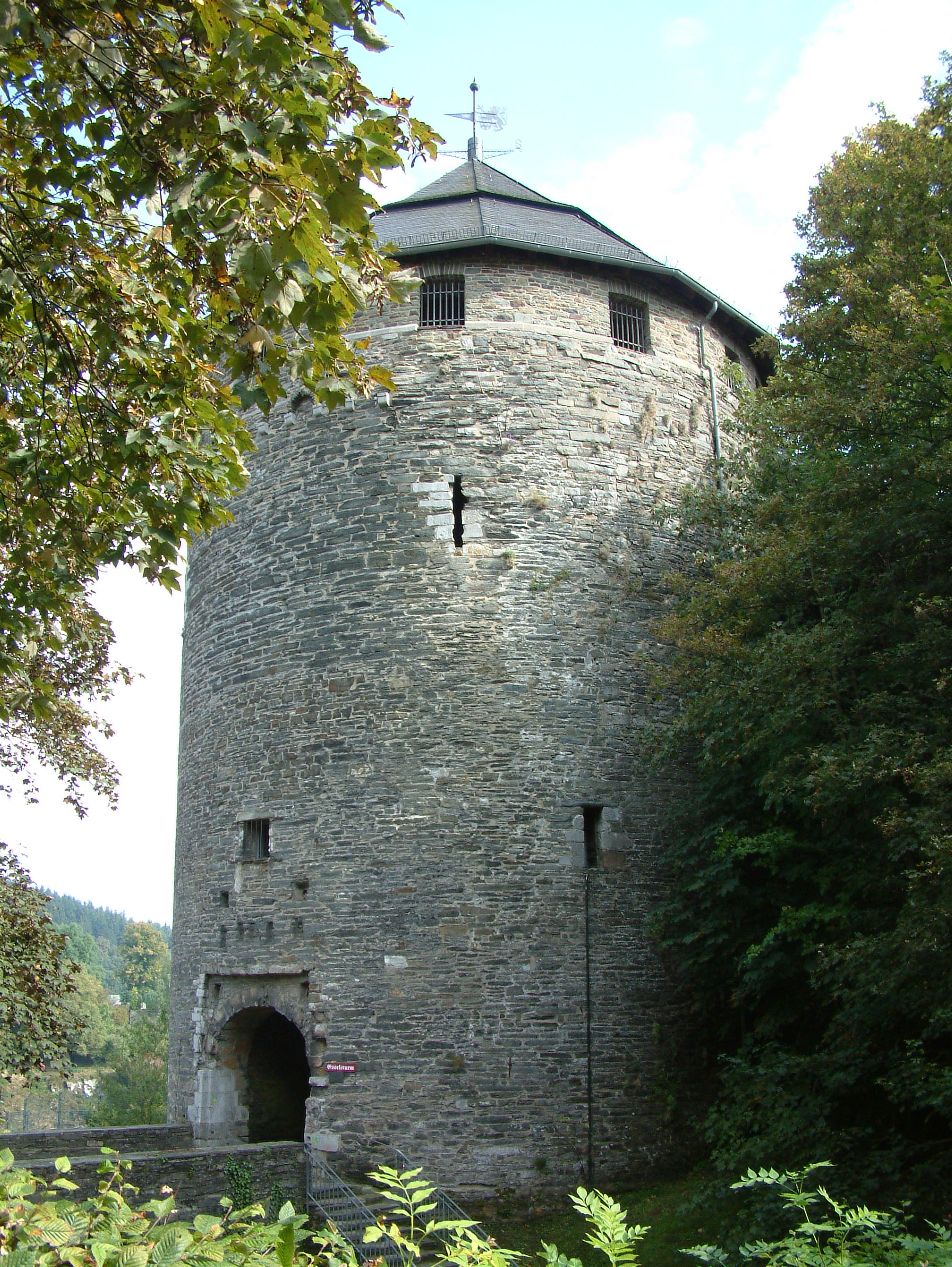
Башня Эзельстурм с воротами, ведущими в замок
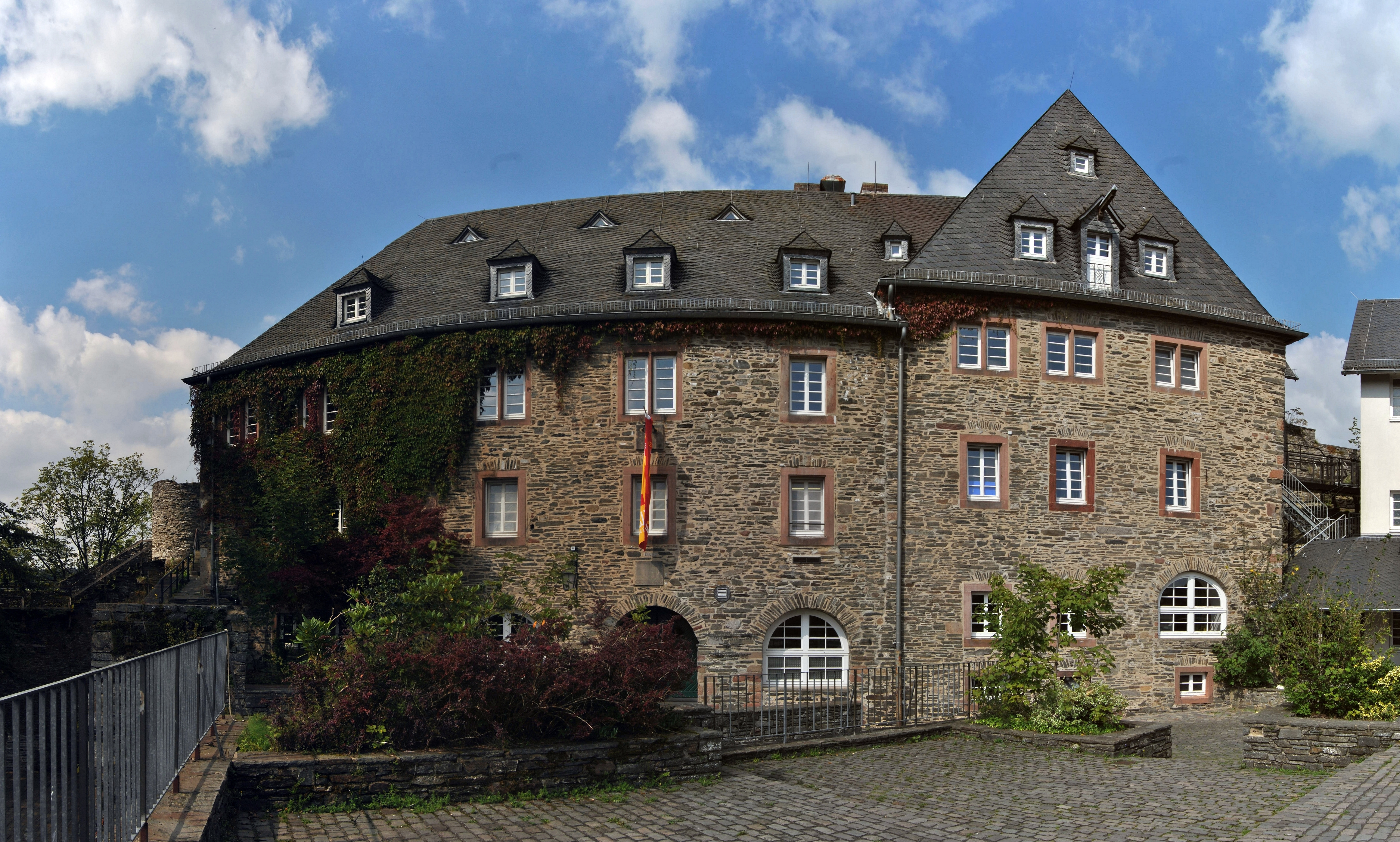
Бывшая графская резиденция внутри замка
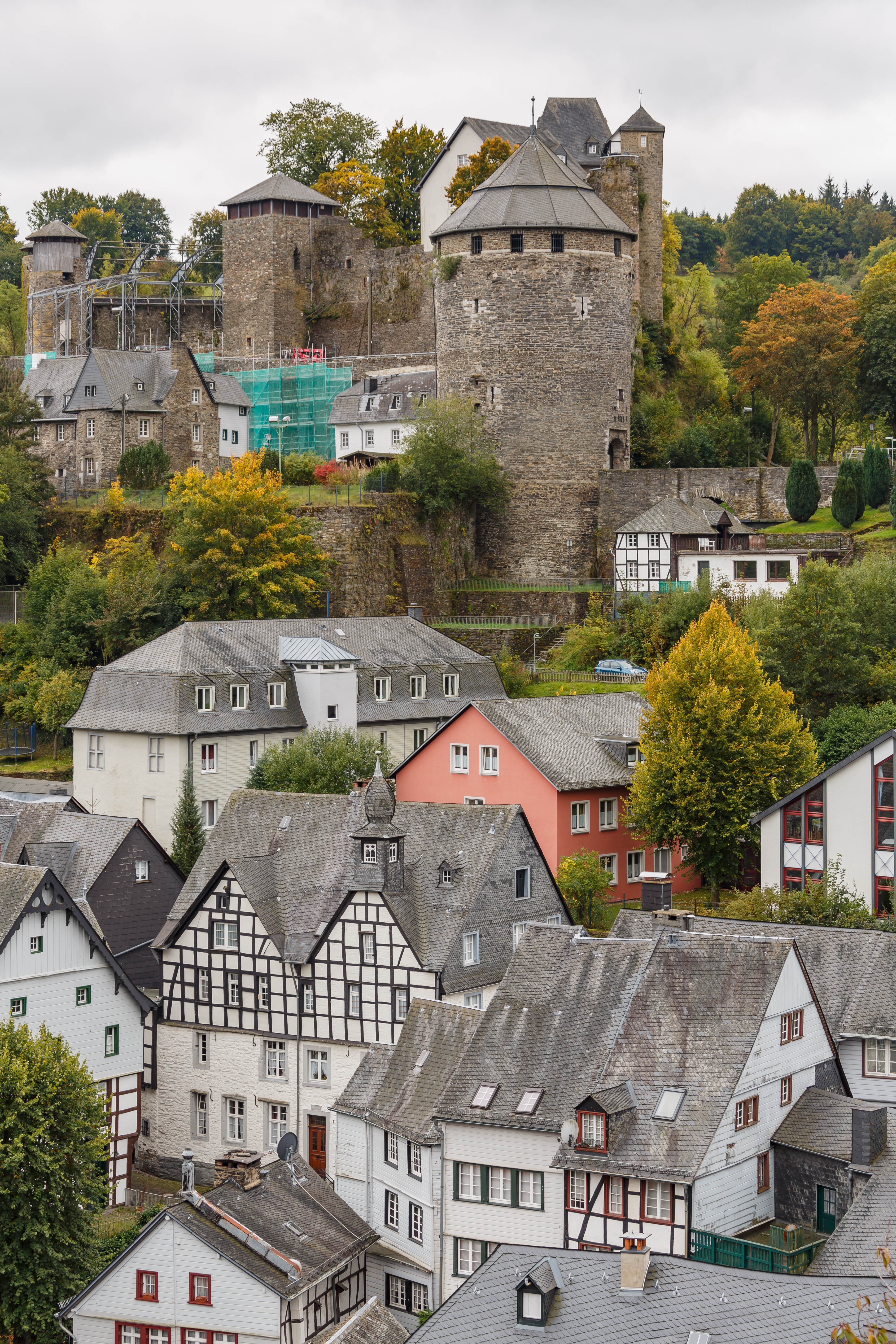
Старая часть городка Моншау и возвышающиеся над ним башни замка
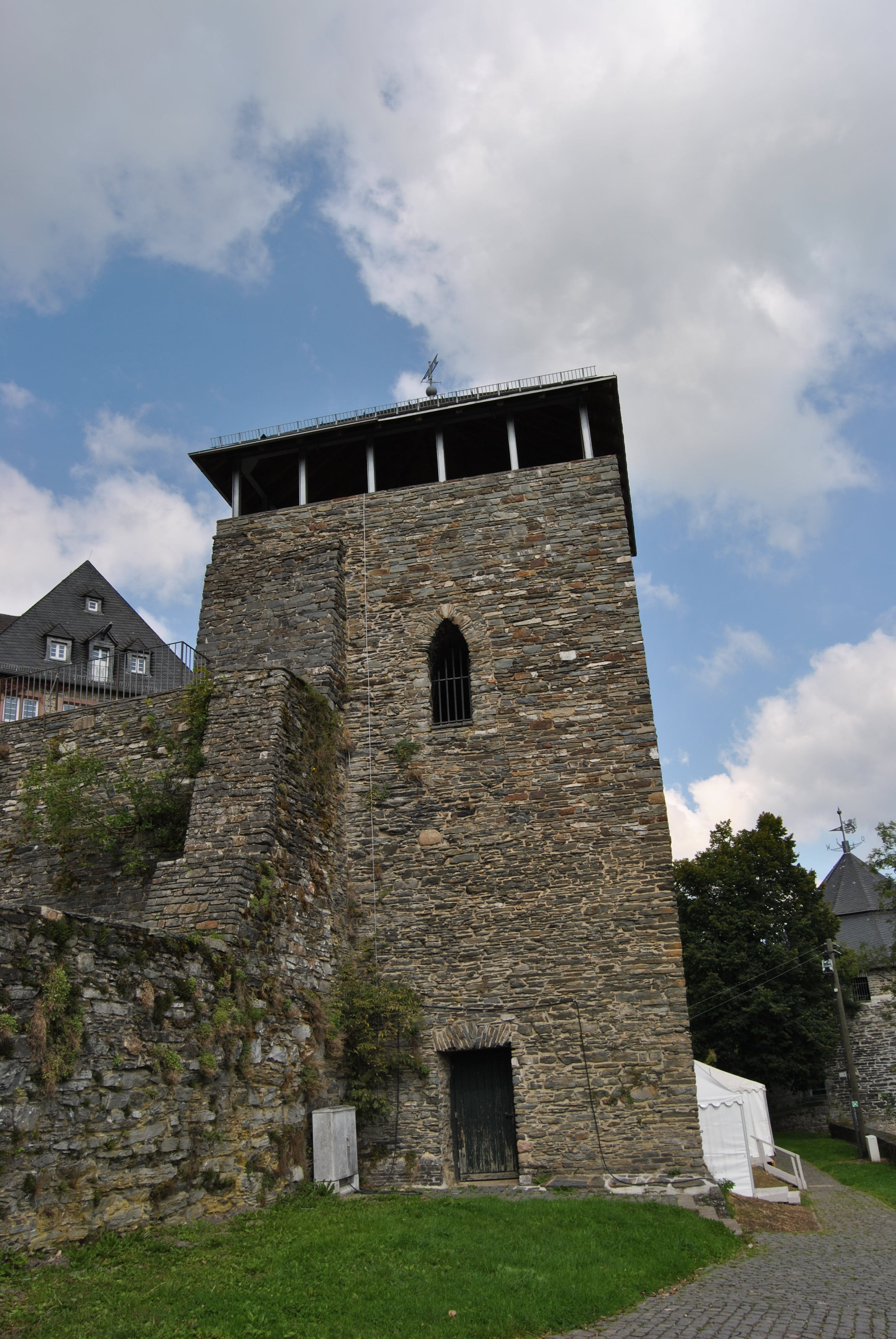
Квадратная башня внешней линии укреплений
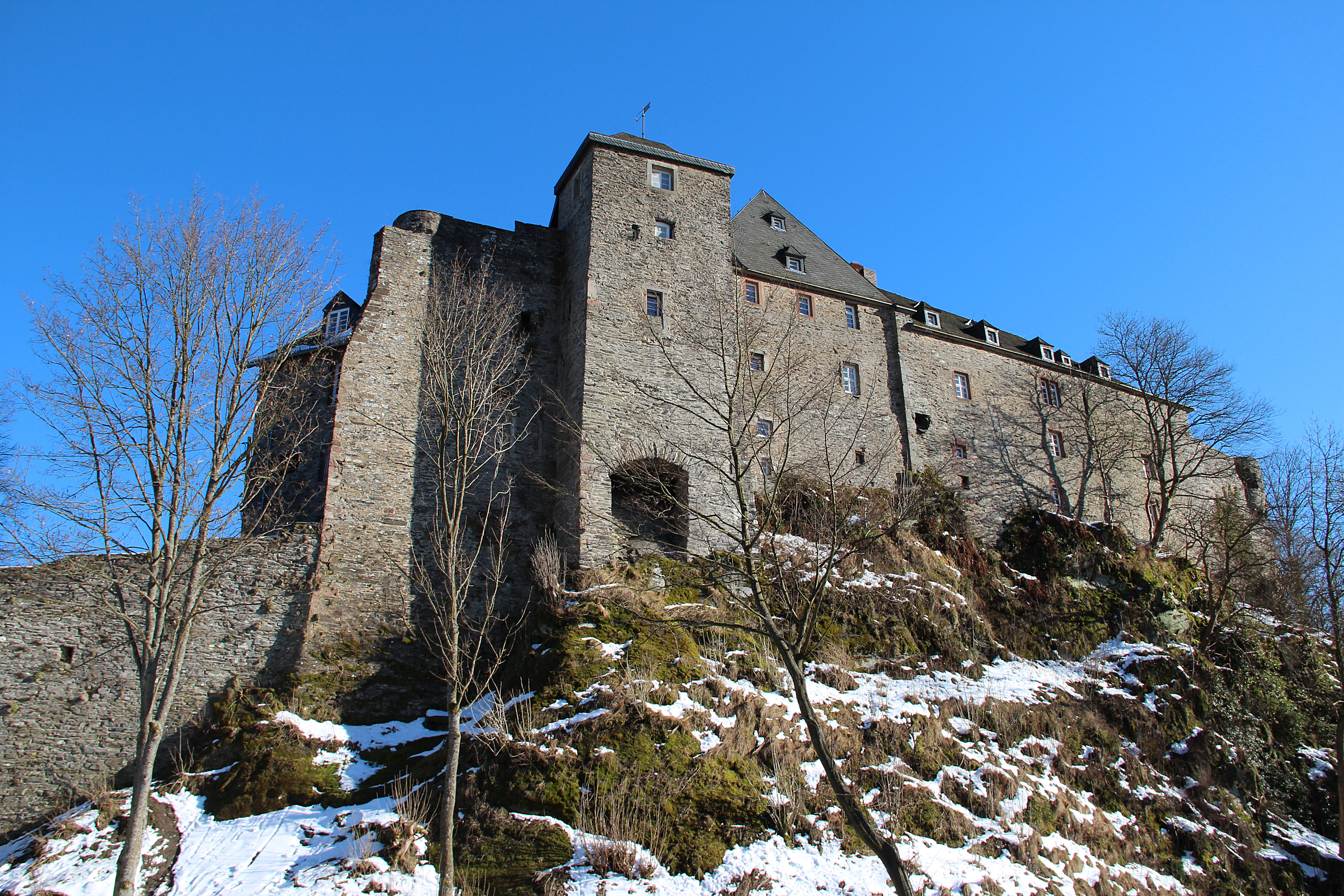
Вид замка с западной стороны